# Chevrolet Monza (Estados Unidos)
O Chevrolet Monza foi um automóvel subcompacto de quatro passageiros, produzido pela Chevrolet nos Estados Unidos de 1975 a 1980. Era baseado no Chevrolet Vega, compartilhando sua distância entre eixos, largura e motor. 
O nome também foi usado para a versão latino-americana do Opel Ascona C.